# Mouriés
Mouriés är en ort i Grekland.   Den ligger i prefekturen Nomós Kilkís och regionen Mellersta Makedonien, i den norra delen av landet, 400 km norr om huvudstaden Aten. Mouriés ligger 169 meter över havet och antalet invånare är 988.
Terrängen runt Mouriés är varierad.Runt Mouriés är det ganska glesbefolkat, med 22 invånare per kvadratkilometer. Närmaste större samhälle är Drosáto, 9,7 km söder om Mouriés. Trakten runt Mouriés består till största delen av jordbruksmark.